# Pskovska republika
Pskovska republika (rusko Псковская республика, romanizirano Pskovskaja respublika) je bila mestna država v severni Rusiji. Zanjo tradicionalno velja, da si je formalno neodvisnost od Novgorodske republike priborila leta 1348. Glavno mesto republike je bil Pskov, njeno ozemlje pa se je približno ujemalo z ozemljem današnje Pskovske oblasti. 

## Zgodovina

### Izvor
Po razpadu Kijevske Rusije v 13. stoletju je mesto Pskov in njegovo odvisno ozemlje postalo del Novgorodske republike, vendar je še naprej uživalo samoupravo pod nadzorom posadnika oziroma glavnega izvršitelja, ki ga je imenoval Novgorod. Pskov je imel status okrožja (rusko пригород, romanizirano prigorod), vendar je dobil edinstveno pravico do lastnih okrožij, med katerimi je bilo najstarejše Izborsko. Prvo obdobje samooklicane neodvisnosti je trajalo od leta 1228 do 1242 in se končalo, ko je mesto začasno priključil Livonski red. Potem ko ga je osvobodil Aleksander Nevski, je mesto priseglo zvestobo Novgorodu in njegovemu velikemu knezu. Zaradi vodilne vloge Pskova v boju proti Livonskemu redu, se je njegov vpliv znatno povečal. Dolga vladavina Dovmonta Pskovskega (vladal 1266–1299) in zlasti njegova zmaga v bitki pri Rakvereju leta 1268 sta napovedali obdobje znatne avtonomije in mir v odnosih z Livonskim redom. Širjenje Velike litovske kneževine na ozemlje Pskova se je začelo, ko se je veliki litovski knez Gediminas leta 1323 odzval na prošnjo Pskovcev, naj jim pošlje kneza.
Leta 1327 je v Pskovu dobil zatočišče tverski knez Aleksander Mihajlovič, potem ko je pobegnil iz Tverja po protitatarskem uporu, ki ga je zatrla kazenska vojska kana Zlate horde. Aleksander je bil imenovan za pskovskega kneza, hkrati pa je bil dosežen sporazum, da ga Pskov "ne bodo izročil ruskim knezom". Poglavar Ruske pravoslavne cerkve je na zahtevo Ivana I. Moskovskega izobčil Aleksandra in prebivalce Pskova. Aleksander je pobegnil v Litvo. Po sklenitvi sporazuma Pskova s poglavarjem cerkve je bilo izobčenje preklicano. Aleksander se je leta 1331 vrnil v Pskov in ponovno služil kot njegov knez, dokler ni leta 1337 odšel v Hordo, da bi si povrnil Tversko kneževino.
Avgusta 1348 je švedski kralj Magnus IV. Eriksson zavzel ključno trdnjavo Orešek na otoku v izlivu Neve. Pskov je poslal Novgorodu na pomoč manjšo vojaško enoto in obljubil sodelovanje pod pogojem, da bo Pskovu formalno priznana neodvisnost. Novgorod je poslal združeno vojsko oblegat Orešek in na poti tja s Pskovom sklenil Bolotovski sporazum, s katerim novgorodski posadniki niso imeli več nobene upravne ali sodne funkcije v Pskovu. Sodišča novgorodskega nadškofa so od zdaj vodili le predstavniki, ki so jih izbrali Pskovčani. V zameno se je Pskov zavezal, da bo Novgorodu pomagal, če bo napaden. Pskovčani so kljub temu zavrnili pomoč Novgorodu pri obleganju Oreška in njihova vojska je odšla domov.
Podpis Bolotovskega sporazuma tradicionalno velja za datum, ko se je v Pskovu začela neodvisnost. Nekateri sodobni zgodovinarji trdijo, da je bil sporazum sklenjen že prej ali da je le malo dokazov o odvisnosti Pskova od Novgoroda v 12. in 13. stoletju. Poznavalci so podpis sporazuma datirali med leti 1329 in 1342. Valentin Janin je trdil, da je bil sklenjen leta 1329 in je le potrdil prejšnje sporazume. Po Janinu je bil Pskov neodvisen že leta 1137, odnosi med mestoma pa so temeljili na sporazumih. Vse do 14. stoletja kljub temu ni nobene sledi o dejavnostih ali zakonodaji pskovskih magistratov. Sergej Belecki je dokazal, da so se prvi pskovski pečati pojavili v 14. stoletju in da so se zgledovali po novgorodskih.

### 14. stoletje
Novgorodska prva kronika za leto 1341 navaja, da so se Pskovčani "predali" Litvi, ko so povabili velikega kneza Algirdasa, da vlada njihovi republiki. Po smrti litovskega guvernerja aprila 1349 so se Pskovčani odločili prekiniti vezi z Algirdasom in njegovim sinom Andrejem Polockim. Algirdas je zato  Pskovu napovedal vojno, vendar se je zaradi vrste vojaških porazov v preteklosti omejil na aretacijo pskovskih trgovcev in pošiljanje Andreja na roparjenje pskovskega ozemlja.
Čeprav noben  vir ne omenja prihoda moskovskega guvernerja v Pskov ali pogajanj z Moskvo v tistem času, je Pskov verjetno prejemal vojaško podporo Moskve in je bil do konca desetletja v njeni vplivni sferi. Simeonu Moskovskemu je uspelo vzpostaviti prevladujoč položaj tudi v Novgorodu, s čimer je začasno odpravil vpliv Litve v severozahodni Rusiji.
Večino druge polovice 14. stoletja je bil Pskov v vplivni sferi Velike litovske kneževine in mesto je še naprej vabilo litovske kneze. To se je spremenilo, ko je veliki litovski knez Vitautas leta 1398 podpisal Salinski sporazum s Tevtonskim viteškim redom, s katerim jim je obljubil pomoč pri osvajanju Pskova. Vitezi so mu v zameno obljubili pomoč pri osvajanju Novgoroda. Istega leta je Vitautas v zameno za vojaško pomoč nudil zatočišče Toktamišu, kanu Zlate horde. Toktamiš je Vitautasu obljubil pomoč tudi pri osvajanju Moskve, on pa se pridružil Toktamišu v njegovi vojni proti Timurju Kutlugu. Leta 1399 sta bila oba odločilno  poražena v bitki pri reki Vorskli. Potem ko je knez Ivan Andrejevič zapustil mesto, je Pskov poslal odposlance k velikemu moskovskemu knezu  Vasiliju I. s prošnjo za kneza. Od takrat naprej je bil pskovski knez guverner ali podkralj pod vrhovno oblastjo moskovskega velikega kneza. Istega leta je Moskva podpisala sporazum s tverskim knezom, ki je utrdil sodelovanje med obema kneževinama.

### 15. stoletje
Litva je poskušala Novgorod in Pskov ponovno vključiti v svojo vplivno sfero, kar je leta 1406 privedlo do litovskega napada na Pskov. Veliki moskovski knez Vasilij I. je poslal vojake na pomoč Pskovu, kar je privedlo do obmejne vojne med Litvo in Moskvo, ki je trajala do leta 1408. Sprti strani sta prenehali z boji, ko se je moral Vasilij leta 1408 spopasti s tatarsko invazijo pod vodstvom Edigeja, turškega emirja Bele horde. Vitautas se je medtem pridružil silam Vladislava II. Jagela in leta 1410 sodeloval v bitki pri Grunwaldu, v kateri so bili tevtonski vitezi uničujoče poraženi. Odnosi med Litvo in Moskvo so se spet umirili, vendar sta se obe strani še naprej borili za vpliv na politične odločitve Pskova in Novgoroda. Končno je veliki moskovski knez Vasilij II. leta 1449 podpisal sporazume s Kazimirjem IV. Jagelom, ki so razmejile njuna vplivna področja. Kazimir priznal Pskov in Novgorod kot od Moskve odvisni državi. Pskovska odvisnost od Moskve se je povečala, saj je moral tudi guverner velikega kneza priseči zvestobo velikemu knezu.
V prvi polovici 15. stoletja je bilo priznanje suverenosti moskovskega velikega kneza prostovoljno. Pskov je lahko sklepal pogodbe tudi z drugimi državami.  V mirovnem sporazumu z Livonskim redom iz leta 1417 piše, da so pskovski odposlanci izjavili: "Poslali so nas naše oblasti, župan in ves Pskov, iz dediščine našega gospoda, ruskega kneza". Čeprav je bil moskovski veliki knez priznan kot suveren in gospod, Pskov pa kot njegova "dedščina", Pskovčani niso potrebovali njegove odobritve za sklenitev sporazuma z Livonskim redom. Status Pskova do sredine 15. stoletja je bil primerljiv s statusom svobodnih mest Svetega rimskega cesarstva. Pskov ni plačeval rednih davkov suverenu, niti ni bil od njega odvisen v sodnih zadevah. Moskovski dvor je sredi 15. stoletja sprejmal naziv suverena (gosudar), da bi odražal zahtevo velikega kneza po vrhovni oblasti nad ruskimi deželami.
Leta 1462 je veliki knez Vasilij II. imenoval kneza Vladimirja Andrejeviča za guvernerja Pskova, ne da bi prej zaprosil za soglasje Pskova. Po Vasilijevi smrti so Pskovčani Vladimirja odstavili, veliki knez Ivan III. pa je z mestom dosegel sporazum, v katerem je obljubil, da ne bo imenoval novega guvernerja brez soglasja Pskova. Pskovčani so v zameno obljubili, da guvernerja ne bodo odstavili brez soglasja velikega kneza.  Pet let pozneje je Ivan III. za svojega guvernerja imenoval Fjodorja Jurjeviča in zahteval, da Pskov njegovemu guvernerju podeli pravico, da imenuje predstavnike v vseh dvanajstih okrajih, namesto v sedmih, do katerih je imel doslej pravico. Pskov je bil prisiljen sprejeti zahtevo. Nekateri poznavalci menijo, da je bilo sprejetje Pskovske sodne listine istega leta poskus porazdelitve sodne oblasti med mestom in velikim knezom.
Od 1460. let naprej je pskovska zunanja politika postopoma prešla pod nadzor velikega kneza. Sporazume  s sosednjimi državami je verjetno odobraval veliki knez, medtem ko so pskovske oblasti še naprej reševale manjše trgovinske spore. V pismu iz obdobja 1463–1465, naslovljenem na oblasti v Rigi, so knez, posadniki, bojarji, trgovci in "ves Pskov" protestirali proti prekrškom, s katerimi sta se soočila dva pskovska trgovca v Rigi, ne da bi se pri tem sklicevali na odločitev velikega kneza. Sporazumi  med Moskvo in drugimi državami kažejo, da Pskov v tistem času ni bil več aktiven udeleženec v mednarodnih zadevah. V mirovnem sporazumu z Litvo iz leta 1494 je Ivan III. Pskov imenoval za svojo dediščino in zagotovil ohranjanje trgovine in pravičnosti v mestu. Čeprav naj bi Pskov že v drugi polovici 15. stoletja izgubil svojo neodvisnost, sta njegova lokalna uprava in pravni sistem ostala nedotaknjena.

### 16. stoletje
Leta 1501 sta bili pskovska in moskovska vojska v bitki pri reki Sirici poraženi od Livonskega reda, Pskov pa je vzdržal poznejše obleganje. Poleti 1503 je Pskov na ukaz velikega moskovskega kneza sklenil šestletno premirje z Livonskim redom. "Car" Ivan III. je v Novgorodu potrdil sporazum med predstavnikli "spoštovanega livoljskega kneza Walterja von Plettenburga" na eni strani in Pskova na drugi. Naziv "car" je bil  uporabljen kot del Ivanove politike za pridobitev mednarodnega priznanja kot enakopravnega cesarju Svetega rimskega cesarstva. Sporazum je bil eden zadnjih, ki jih je Pskov sklenil, preden je popolnoma izgubil svojo avtonomijo.
Ko je veliki knez postal Vasilij III., je  nadaljeval očetovo politiko priključevanja preostalih ruskih držav. Jeseni 1509 je obiskal Novgorod, kjer je od pskovskega mestnega sveta prejel pritožbe zoper moskovskega guvernerja mesta. Vasilij je sprva spodbujal pritožbe proti guvernerju, a je kmalu zatem zahteval, da mesto ukine svoje tradicionalne institucije, vključno z odstranitvijo zvona mestnega sveta. Od takrat naprej so Pskovu vladali izključno carski guvernerji in uradniki, 13. januarja 1510 pa so stari zvon odstranili in prepeljali v Moskvo.
Med uradnim obiskom Pskova je Vasilij III. priredil velik sprejem, ki so se ga udeležili mestni uradniki, trgovci in predstavniki drugih slojev. Na vrhuncu sprejema jih je ukazal aretirati in deportirati. Skupno je bilo deportiranih približno 300 družin, ki so jih nadomestili carju zvesti ljudje, saj si je Vasilij prizadeval odstraniti vsako morebitno nasprotovanje svoji neposredni vladavini. Po vključitvi v centralizirano rusko državo sta mesto Pskov in okolica še naprej uspevala. Ohranila sta nekatere svoje gospodarske in kulturne tradicije, ki so se morda razširile celo v Moskvo.
Po Pskovskih letopisih je mesto ob ustanovitvi štelo 6500 gospodinjstev oziroma približno 30.000 ljudi.

## Geografija
Čeprav je bil Pskov mestna država, se je, tako kot Novgorod, raztezal na velikem ozemlju. Republika je obsegala ozemlje med Novgorodom in pokrajinami, ki so jih naseljevala baltska ljudstva, in segala do Finskega zaliva. Zaradi svoje geografske lege je Pskov pogosto vzdrževal stike z Litvo in Tevtonskim viteškim redom. Hanzeatska liga je imela v Pskovu svojo pisarno, kar je mestu omogočalo trgovinske stike z oddaljenimi državami. Pskov ni imel relativno nenaseljenega zaledja, kar je preprečevalo ekspanzionizem, za razliko od Novgoroda, ki je imel obsežno zaledje na ruskem severu.

## Družba
Pskovska republika je imela dobro razvito kmetijstvo, ribištvo, kovaštvo, izdelavo nakita in gradbeništvo. Izmenjava blaga znotraj republike in trgovina z Novgorodom in drugimi ruskimi mesti, baltsko regijo in zahodnoevropskimi mesti je Pskov spremenila v eno največjih obrtnih in trgovskih središč Rusije. Za razliko od Novgorodske republike Pskov ni nikoli imel velikih fevdalnih posestnikov: posestva so bila manjša in še bolj razpršena kot v Novgorodu. Tudi posestva pskovskih samostanov in cerkva so bila veliko manjša. Nekatera zemljišča so bila v lasti smerdov (kategorija ruskih kmetov od 9. do 14. stoletja), druga pa v najemu izornikov, ki niso bili lastniki zemlje, ki so jo obdelovali, in so bili dolžni plačevati najemnino, ki je znašala med četrtino in polovico pridelka. Kmet, ki ni imel dolgov do svojega posestnika, ga je lahko zapustil le na določen dan v letu. Podeželsko prebivalstvo je bilo prikrajšano za politične pravice, saj so bili posestniki skoncentrirani v mestih. Pskovske kmete so še v osemdesetih letih 15. stoletja imenovali smerdi, čeprav je v drugih delih Rusije ta izraz izginil iz vseh dokumentov, kar je odražalo družbeno polarizacijo. Za predstavnike zemcev (zasebnih zemljiških posestnikov) so bili dostopni položaji stotnikov in nadškofovega vikarja, za trgovce pa položaji trgovskih in trgovskih starešin. Revni nižji sloji so izbirali ulične (rusko uličanske) starešine.

## Politika

### Vlada
V nasprotju z absolutno oblastjo knezov v ruskih kneževinah sta imeli republiki Novgorod in Pskov strukturi, ki sta se medsebojno uravnotežili in dopolnjevali. Vlada Pskovske republike je bila sestavljena iz veča (ljudske skupščine), posadništva (županije) in kneza (neposredno ali prek podkralja). Župani (posadniki) iz vseh delov republike so skupaj z enim ali več župani in nekdanjimi župani oblikovali Gospodarski svet (sovet gospod, bojarski sovet), ki je bil glavni izvršilni organ države. Županske funkcije so postale privilegij več plemiških (bojarskih) družin. Prve omembe posadnikov so v Pskovskih letopisih v začetku 14. stoletja. Bivši posadniki so obdržali svoj naziv, zato so aktualnega posadnika imenovali stepenji posadnik.
Četudi je država veljala za republiko, je bil na čelu države še vedno knez. Ker si je oblast delil z lokalnimi oblastmi, je bil lahko odpuščen. Med najbolje dokumentiranimi dolžnostmi kneza sta bili poveljstvo nad vojsko in sodna funkcija. Ker Pskov ni imel lastne knežje dinastije, so bili knezi  sprva povabljeni iz Litve in nato iz Moskve in drugih ruskih kneževin. Pskovski knez je bil bolj odvisen od velikega kneza v primerjavi z novgorodskim knezom, zato so bili knezi pogosto izbrani iz vrst služečih knezov, ki so bili sprejeti v službo velikega kneza, zlasti po letu 1399. Vloga kneza v Pskovu je bila primerljiva z vlogo podeštata ali kondotjerja v italijanskih mestih. Knez je bil vojaški vodja s svojim spremstvom, ki je opravljal tudi sodne in policijske funkcije.
Pskovski zakonik, znan kot Pskovska sodna listina, je bil sprejet na veču leta 1397, z redakcijami do leta 1467. V preambuli zakonika piše, da ga je odobril "ves Pskov na skupščini". Med srednjeveškimi ruskimi mesti sta imela svoje zakonike le Pskov in Novgorod. Pskovski zakonik velja za spomenik ruskega prava. Glavne teme zakonika so vključevale gospodarsko pravo, kazensko pravo, dolgove, dokaze, dedovanje, procesno pravo, pravni položaj nekaterih kmečkih slojev in pravice nekaterih uradnikov. Pskovska sodna listina je bila pomemben vir za Sudebnik Ivana III. iz leta 1497, ki je bil prva zbirka zakonov nove združene ruske države.
Pskovska sodna listina opisuje tudi zakonodajni postopek: "Če v običajni listini manjka kakšna vrstica [člen], naj župani na skupščini to sporočijo gospodu Pskova, da se to vrstico zapiše [v listino]. In če kakšna vrstica gospodu Pskova ni všeč, jo je mogoče preprosto odstraniti iz listine". Zgodovinarji so zakonodajni postopek primerjali s postopkom v srednjeveških nemških mestih. Moč kneza je bila omejena, vendar je – za razliko od Novgorodske republike – še vedno ohranil pomembne upravne in sodne funkcije, pri čemer je slednje opravljal skupaj s posadnikom. Pskovska sodna listina je od obeh uradnikov zahtevala, da skupaj predsedujeta vsem sojenjem. Listina je prepovedovala sodna srečanja na veču in določala, da se morajo vsa sojenja odvijati v vhodni dvorani knežje rezidence. Od obeh uradnikov se je pričakovalo, da se bodo sojenja izvajala pravično, v skladu z njuno prisego.
Veče je imelo zakonodajna pooblastila. Lahko je imenovalo vojaške poveljnike in poslušalo poročila veleposlanikov. Odobravalo je tudi stroške, kot so donacije knezom in plačila graditeljem zidov, stolpov in mostov. Veče se je zbiralo v stolnici Svete Trojice, kjer so bili shranjeni arhivi veča ter pomembni zasebni in državni dokumenti. Veče je vključevalo posadnike, pa tudi ljudi iz srednjih in nižjih slojev. Zgodovinarji imajo različna mnenja glede obsega prevlade elite v veču. Nekateri menijo, da je bila resnična oblast v rokah bojarjev, drugi pa, da je bilo veče demokratična institucija. Konflikti so bili pogosti, soočenje med večem in posadniki v letih 1483–1484 pa je privedlo do usmrtitve enega od posadnikov in zaplembe premoženja treh drugih posadnikov, ki so pobegnili v Moskvo.

### Upravne enote
Tako kot Novgorod je bil tudi Pskov razdeljen na več 'koncev'. V 14. stoletju so obstajali štirje konci. Mesto se je širilo in leta 1465 dobilo novo obzidje in seveda nove konce. Vsak konec je imel svojo osrednjo cerkev, v kateri so bili arhiv, zakladnica in refektorij, kjer so potekale praznične pojedine. Konci so igrali pomembno vlogo v vladi: delegacije, ki jih je poslal Pskov, so pogosto imele predstavnike vseh koncev, vsak konec pa je upravljal del ozemlja republike zunaj glavnega mesta.

## Religija
Za Pskov se je uporabljal izraz "razdrobljena suverenost", ker je bil v cerkvenih zadevah odvisen od novgorodskega nadškofa in moskovskega metropolita, v posvetnih pa od Moskovske velike kneževine. Pskov je pripadal Novgorodski eparhiji, zato je bila lokalna duhovščina podrejena novgorodskemu nadškofu. Pskov je večkrat neuspešno poskušal dobiti lastnega škofa, vendar je Novgorod Pskovu priznal samo pravico, da se sodni postopki v zvezi s cerkvenimi zadevami vodijo v Pskovu. Zadnji poskus ustanovitve samostojne eparhije je bil leta 1464, ko so Pskovčani vložili peticijo velikemu knezu Ivanu III., v kateri so ga prosili, naj metropolitu odredi posvetitev škofa za Pskov. Prošnja je bila zavrnjena z utemeljitvijo, da v Pskovu nikoli ni bilo škofije. Za razliko od Novgoroda, kjer je nadškof igral pomembno vlogo v političnem življenju, je imela cerkev v Pskovu omejeno vlogo v politiki, saj nobenemu lokalnemu duhovniku ni bilo zaupano sodelovanje v procesu odločanja ali zastopanje mesta. V mestu je v drugi polovici 14. in začetku 15. stoletja delovala verska sekta, katere privrženci so bili znani kot strigolniki. 

## Trgovina in gospodarstvo
Pskov in Novgorod sta bila pomembni središči trgovanja med Rusijo in Zahodno Evropo. Nemški trgovci so bili že v 13. stoletju prisotni na območju Zapskovja, Hansa pa je imela v prvi polovici 16. stoletja na istem območju trgovsko postajo, ki so jo po požaru leta 1562 preselili v Zaveličje. Glavni trgovinski partnerji Pskova so bili Riga, Talin in Tartu. Vojne z Livonskim redom, poljsko-litovsko Republiko obeh narodov in Švedsko so prekinile trgovanje. Nekaj se ga je ohranilo do 17. stoletja, ko so sčasoma prevladali švedski trgovci. 

## Kultura
Pskovske cerkve se odlikujejo s številnimi značilnimi elementi: konzolnimi oboki, portiki, zunanjimi galerijami in zvonicami. Te značilnosti so pskovski zidarji prinesli v Moskovsko kneževino, kjer so v 15. in 16. stoletju zgradili številne stavbe. Od vseh posvetnih gradenj so se ohranile le trdnjave v Pskovu, Izborsku in Gdovu. 
Književnost Pskovske republike je bila sestavni del srednjeveške ruske književnosti. Pisanje kronik se je začelo v 13. stoletju. Kronike so se sprva ukvarjale predvsem s temami lokalnega pomena. Do 15. stoletja so postale podrobnejše in so zapisovale tudi dogodke v Moskovski kneževini, Novgorodu, Litvi in Zlati hordi. Najpomembnejša dela, napisana v Pskovu, so Zgodba o Dovmontu, ki opisuje Dovmontov prihod v mesto, njegov krst in poznejše zmage, Življenje svetega Evfrozina in Nagovor igumana Pamfila, ki vsebuje enega najzgodnejših opisov kresovanja.
Padec Pskova leta 1510 je opisan v Zgodbi o osvojitvi Pskova, ki jo je D.S. Mirski pohvalil kot "eno najlepših kratkih zgodb Stare Rusije. Zgodovina ležerne vztrajnosti Moskovčanov je povedana z občudovanja vredno preprostostjo in umetnostjo. Vzdušje padajočega mraka prežema celotno pripoved: vse je neuporabno in karkoli Pskovčani lahko storijo, si bo moskovska mačka vzela čas in pojedla miš, kadar in kakor ji bo všeč".

## Seznam knezov
Knežji sistem upravljanja se lahko razdeli na dve obdobji: 1137–1399 in 1399–1510. V prvem obdobju je na prestolu sedelo 24 knezov, ki jih lahko razdelimo v dve skupini: neodvisne dinastije in mlajše člane knežjih dinastij.  Knezi iz prve skupine niso priznavali oblasti Novgoroda in njegovega kneza, medtem ko so drugi običajno služili kot namestniki svojih nadrejenih vladarjev, večinoma novgorodskih knezov. V drugem obdobju je na prestolu sedelo 26 knezov, od katerih nobeden ni pokazal politične neodvisnosti.
Za razliko od Novgoroda, kjer je kneza zastopal namestnik in ni vedno imel knežjega naziva, je bil pskovski knez ustoličen v Trojiški stolnici. Od leta 1467 naprej je knez, ki je bil namestnik velikega moskovskega kneza, pridobil pooblastilo, da imenuje svoje namestnike v vseh 12 okrajih.
| Knez                                 | Vladanje  | Opombe                 |
| ------------------------------------ | --------- | ---------------------- |
| Andrej Polocki                       | 1342–1349 | iz klana Gediminovičev |
| Evstafij Fjodorovič                  | 1349–1360 | tudi knez Izborska     |
| Aleksander Polocki                   | 1360–1369 |                        |
| Matvej                               | 1375–1377 |                        |
| Andraj Polocki                       | 1377–1399 | drugič                 |
| Ivan Andrejevič                      | 1386–1394 |                        |
| posadniki velikega moskovskega kneza | 1399–1510 |                        |